# Pseudohilaira
Pseudohilaira és un gènere monotípic d'aranyes de la subfamília Erigoninae, dins de la família dels linífids que conté una única espècie, Pseudohilaira mirabilis.
Fou descrit per primera vegada per Kiril Ieskov l'any 1990, i només s'ha trobat a Rússia.